# شهر توس (تاجیکستان)
شهر توس (به تاجیکی: Шаҳритус، شهر توس) شهری است در ولایت ختلان در کشور تاجیکستان. این شهر در کنار رود کافرنهان قرار دارد و در سال ۱۹۳۸ بنا شده‌است. جمعیت این شهر ۱۵٬۰۸۷ نفر است.
از مکان‌های دیدنی چشمه‌ساری به نام چهل‌وچهارچشمه است که در ۱۲ کیلومتری شهر توس واقع شده‌است. مردم محل آب این چشمه‌ها را درمان‌گر می‌دانند و آن را محل حضور امام علی پنداشته‌اند. این چشمه‌سار زیارتگاه نیز هست.